# Nelson Island, Antarktis
Nelson Island är en ö i Antarktis. Den är en av Sydshetlandsöarna. Argentina, Chile och Storbritannien gör anspråk på området.